# Cantón Esmeraldas
Cantón Esmeraldas är en kanton i Ecuador.   Den ligger i provinsen Esmeraldas, i den nordvästra delen av landet, 180 km nordväst om huvudstaden Quito.